# Josef Kubota Wladyka
Josef Kubota Wladyka (Fairfax, 21 de septiembre de 1981) es un cineasta, guionista y productor estadounidense, reconocido principalmente por su película Manos sucias, grabada en el pacífico colombiano, y por dirigir episodios de series de televisión como Narcos, Fear the Walking Dead, Animal Kingdom, One Piece. En 2016 recibió una nominación a los Premios Independent Spirit en la categoría de mejor ópera prima.

## Carrera
Kubota Wladyka nació en Fairfax, Virginia en 1981. Luego de cursar estudios de cine en la Universidad de Nueva York, de crear varios cortometrajes y de realizar un viaje al pacífico colombiano en 2010, dirigió su primer largometraje titulado Manos sucias sobre la realidad del narcotráfico en esta región del país suramericano y su fuerte impacto sobre la población local. El filme fue producido ejecutivamente por Spike Lee, uno de sus maestros universitarios.
Entre 2016 y 2017 dirigió algunos episodios de seriados como Outcast, Animal Kingdom, Narcos y Fear the Walking Dead. En 2018 dirigió dos episodios de Narcos: México y un año después ofició como director en dos capítulos del seriado The Terror. Actualmente se encuentra en proceso de posproducción su nuevo largometraje, titulado Catch the Fair One.

## Filmografía

### Cine
- 2006 - The Rebel (corto)
- 2008 - Huey (corto)
- 2009 - Klaudia (corto)
- 2014 - Manos sucias
- 2021 - Catch the Fair One

### Televisión
- 2017 - Outcast (1 episodio)
- 2017 - Animal Kingdom (1 episodio)
- 2017 - Narcos (5 episodios)
- 2017 - Fear the Walking Dead (1 episodio)
- 2018 - Narcos: México (2 episodios)
- 2019 - The Terror (2 episodios)
- 2021 - Tokyo Vice (4 episodios)